# جائزة النمسا الكبرى 2000
جائزة النمسا الكبرى 2000 (بالإنجليزية: 2000 Austrian Grand Prix)‏ هو سباق فورمولا 1 أقيم بتاريخ 16 يوليو 2000 في ستيفن سبيلبرغ، النمسا، شتايرمارك. كان العاشر من أصل 17 في بطولة العالم لسباقات الفورمولا واحد موسم 2000. حلّ الفنلندي ميكا هاكينن أولا بينما جاء ديفيد كولتهارد في المركز الثاني وحصل على المركز الثالث البرازيلي روبنز باركيلو.